# Maria Cristina Cavalcanti de Albuquerque
Maria Cristina Cavalcanti de Albuquerque (Vertentes, Pernambuco, febrero de 1943) es una novelista, historiadora y psiquiatra brasileña.

## Biografía
Hija del médico y político Emidio Cavalcanti de Albuquerque y Maria do Carmo Santana Cavalcanti. Desde muy joven había despertado su interés por la literatura y la historiografía al escuchar las historias que sus abuelos y tíos le contaron sobre la genealogía de la familia de Albuquerque. Es descendiente de noble portugués Jerónimo de Albuquerque.
Se licenció en Medicina en la Universidad Federal de Pernambuco (UFPE) y cursó un posgrado en Psiquiatría en la Universidad Estatal de Míchigan, Estados Unidos. Fue profesora en el Departamento de Neuropsiquiatría de la UFPE y presidente del Instituto de Arqueología, Historia y Geografía de Pernambuco.

## Literatura
Atribuye a su pasión por la lectura de obras clásicas de la literatura universal su madurez como escritora a lo largo de los años. Sus escritores favoritos son, en la tragedia, el griego Eurípides; la tragicomedia de Shakespeare; los grandes novelistas rusos Tolstoi y Dostoievski. En el cuento, Chéjov, y ve en Marcel Proust la revolución del concepto de novela. En la poesía es una gran admiradora de Rimbaud. En la literatura brasileña aprecia el estilo atildado de Machado de Assis y las creaciones de João Cabral de Mello Neto y Gerardo Mello Mourao. Su favorito clásico es En busca del tiempo perdido, de Proust. Como libro de cabecera tiene la Biblia de Jerusalén. Considera que el mejor libro de su autoría es Luz do Abismo, publicado en 1996.
En 2012, se celebró la conferencia "Matías, o magro" en el auditorio del Museo del Estado de Pernambuco, bajo los auspicios de la Asociación de Amigos del Museo, tratando sobre la vida y obra del conde de Alegrete Matias de Albuquerque, noble portugués que fue gobernador de la Capitanía de Pernambuco y uno de los gobernadores generales de Brasil.
En 2014 sigue con los preparativos finales para la publicación de su nuevo libro Múltiplas Verdades, que se ocupa de la interacción del lector-escritor, el «útero» de la creación literaria, según la autora. Inició las búsquedas documentales para la estructura de otro libro de ficción histórica, O Seminário, sobre el tradicional y prestigioso Seminario de Olinda, fundado en 1801, y su papel de liderazgo en el ciclo revolucionario pernambucano.

## Obra
- O Magnificat: memórias diacrônicas de dona Isabel Cavalcanti (1990)
- Luz do Abismo (1996)
- Príncipe e Corsário (2005)
- Memórias de Isabel Cavalcanti (2006)
- Olhos Negros (2010)
- Matias: romance (2012)